# 교육용 로봇
교육용 로봇은 교사를 보조하거나, 사용자와 대화하며 교육을 담당하는 '교사보조로봇'과 창의성을 육성하기 위해 로봇을 사용자가 직접제작하는 '교보재로봇'으로 분류되는 지능형로봇이다. 
교보재로봇의 대표적인 예로 덴마크의 레고사의 '마인스톰'이 있으며, 국내에는 SRC사의 '휴나로보', 로보티스사의 '올로(OLLO)'와 로보로보사의 제품들이 있다. 유진로봇이 최근 출시한 영어교육 로봇도 있다. 
대한민국의 교육서비스산업이 매우 큰 것을 고려할 때, 로봇을 이용한 교육산업의 진출은 매우 전망이 클 것으로 기대된다.